# Cortes de Barcelona (1365)
Las Cortes de Barcelona de 1365 fueron convocadas en julio del año 1365.
Ante la fuerte penetración de las tropas de Pedro I el Cruel en la zona de Morvedre, la financiación recibida en las cortes anteriores de Barcelona-Lérida y Tortosa resultó insuficiente y el rey Pedro el Ceremonioso convocó cortes en Barcelona en julio de 1365, a pesar de haberse comprometido a no pedir más ayuda en dos años.
Aún se tenía que devolver el préstamo hecho por el banquero barcelonés Berenguer Bertran en 1364 para atender el donativo aprobado entonces. Se decidió encargar el cobro urgente de un nuevo fogaje para saldar esta deuda.
Se acordó la estrategia de financiar la entrada de Enric II, conde de Trastámara en Castilla con la intención de generar una guerra civil que obligaría a Pedro I el Cruel a concentrarse en sus temas internos y dejase la ofensiva contra Aragón. Para esto se dedicaron 40.000 florines.
Además, el rey recibió un donativo de 100.000 libras.
En la sesión del 23 de septiembre de 1365, se nombraron nuevos consejeros de los diputads y también unos procuradores del nuevo donativo, en concreto: Romeu Sescomes (obispo de Lérida), Pauquet de Bellcastell (caballero) y Pere Desplà (ciudadano de Barcelona).
| Predecesor: Cortes de Tortosa (1365) | Cortes Catalanas 1365 | Sucesor: Cortes de Villafranca-Barcelona (1367) |